# 小行星4745
小行星4745（英語：4745 Nancymarie）是一颗围绕太阳公转的小行星。1989年7月9日，亨利·E·霍爾特在帕洛马山发现了此天体。
这颗小行星的绝对星等为68.04275780652475等。